# Bystré (Pardubice)
Bystré è una città della Repubblica Ceca facente parte del distretto di Svitavy, nella regione di Pardubice.